# Sandy Casar
Sandy Casar (født 2. februar 1979) er en fransk tidligere cykelrytter, der i hele sin professionelle karriere kørte for holdet Française des Jeux.
Casar viste sit talent ved som blot 23-årig at blive nr. 2 i Paris-Nice i 2002. Blandt de senere triumfer var en etapesejr i Tour de Suisse i 2003, den samlede sejr i Route du Sud i 2005, en samlet sjetteplads i Giro d'Italia i 2006, inden han i 2007 omsider vandt en etape i Tour de France, da han på løbets 18. etape som afslutning slog de tre andre i et firemandsudbrud (Axel Merckx, Laurent Lefevre og Michael Boogerd).
Sandy Casar blev noteret for sejren på 16. etape af Tour de France 2009 da Mikel Astarloza blev frataget sejren på grund af positive prøver fra før tourens start. 
Seneste sejr, vandt han i Tour de France 2010, ved et langt udbrud, på 9 etape, foran Louis Leon Sanchez nr. 2, Daimon Cungeo nr. 3. 